# Mexrrissey
Mexrrissey est un groupe mexicain de rock et musique électronique, originaire de Mexico.

## Histoire
Inspirés par les chansons de Morrissey et The Smiths, Camilo et Sergio ainsi que : Ceci Bastida, Jay de la Cueva, Alejandro Flores, Chetes et Ricardo Nájera ont commencé ce projet musical en 2015,. Leur album No Manchester (2016) contient des chansons de Morrissey traduites en espagnol avec un mélange de rythmes et de sons latins ajoutés à la musique. Après leur premier spectacle à Mexico, le groupe commence par une tournée au Royaume-Uni en avril 2015,. Au printemps 2018, Mexrrissey effectue une tournée britannique promue sous le nom de La Reina Is Dead. 

## Discographie

### Albums studio
- 2016 : No Manchester